# شانشي
شَنشي  ((بالصينية: 山西; البينيين: Shānxī; ويد–جيلز: Shan-hsi)؛ هجاء الخارطة البريدية:  Shensi) هو إقليم تابع لجمهورية الصين الشعبية، ويقع في منطقة شمال الصين. واختصاره من حرف واحد هو "晋" (pinyin: Jìn)، نسبة إلى ولاية جين التي تواجدت هنا أثناء فترة الربيع والخريف.
واسم شَنشي يعني حرفيًا «غرب الجبل»، في إشارة إلى موقع الإقليم غرب جبال تايهانغ. ويحد إقليم شَنشي من الشرق هيباي وهينان من الجنوب وشآانشي من الغرب ومونغوليا الداخلية من الشمال ويتكون الإقليم بشكل أساسي من هضبة تحدها جزئيًا سلاسل جبلية. وعاصمة الإقليم هي تاييوان.

## معلومات جغرافية
يقع إقليم شَنشي على هضبة تتكون من أراضٍ مرتفعة شرقًا (جبال تايهانغ) وغربًا (جبال لوليانغ) وسلسلة من الوديان في الوسط يتدفق خلالها نهر فين. وأعلى قمة هي قمة وتاي (وتاي شان) في الشمال الشرقي لشَنشي حيث يبلغ ارتفاعها 3058 مترًا. ويشكل سور الصين العظيم معظم الحد الشمالي مع منغوليا الداخلية. وتمتد جبال زونغتياو على طول جزء من الحد الجنوبي وتفصل إقليم شَنشي عن الجزء الشرقي الغربي للنهر الأصفر. وتقع قمة هوا في الجنوب الغربي.
ويشكل نهر هوانغ هي (النهر الأصفر) الحد الغربي لإقليم شَنشي مع إقليم شآانشي. ويتدفق نهر فين وأنهار كين، وهي روافد لنهر هوانغ هي، من الشمال إلى الجنوب عبر الإقليم وتصرف الكثير من مياه المنطقة. ويتم تصريف المنطقة الشمالية من الإقليم من خلال روافد نهر هاي، مثل سانجان وهوتو. وأكبر بحيرة طبيعية في شَنشي هي بحيرة زيانشي، وهي بحيرة مالحة بالقرب من يونتشنغ في جنوب غرب شَنشي.
ويتمتع إقليم شَنشي بمناخ قاري موسمي وجاف إلى حد ما. ويقل متوسط درجات الحرارة في شهر يناير عن 0 درجة مئوية، في حين أن متوسط درجات الحرارة في شهر يوليو يبلغ حوالي 21 - 26 درجة مئوية. وفصل الشتاء طويل وجاف وبارد في حين أن الصيف يكون دافئًا ورطبًا. والربيع جاف للغاية وعرضة للعواصف الترابية. ويُعتبر إقليم شَنشي واحدًا من أكثر المناطق المشمسة في الصين؛ وعادة ما تهب موجات حرارة في أوائل فصل الصيف. ويتراوح متوسط هطول الأمطار السنوي من 350 إلى 700 مم، وتتركز 60% منه بين يونيو وأغسطس. 
المدن الرئيسة:
- تاييوان
- داتونغ
- تشانغتشى
- يانغكوان

## معرض صور

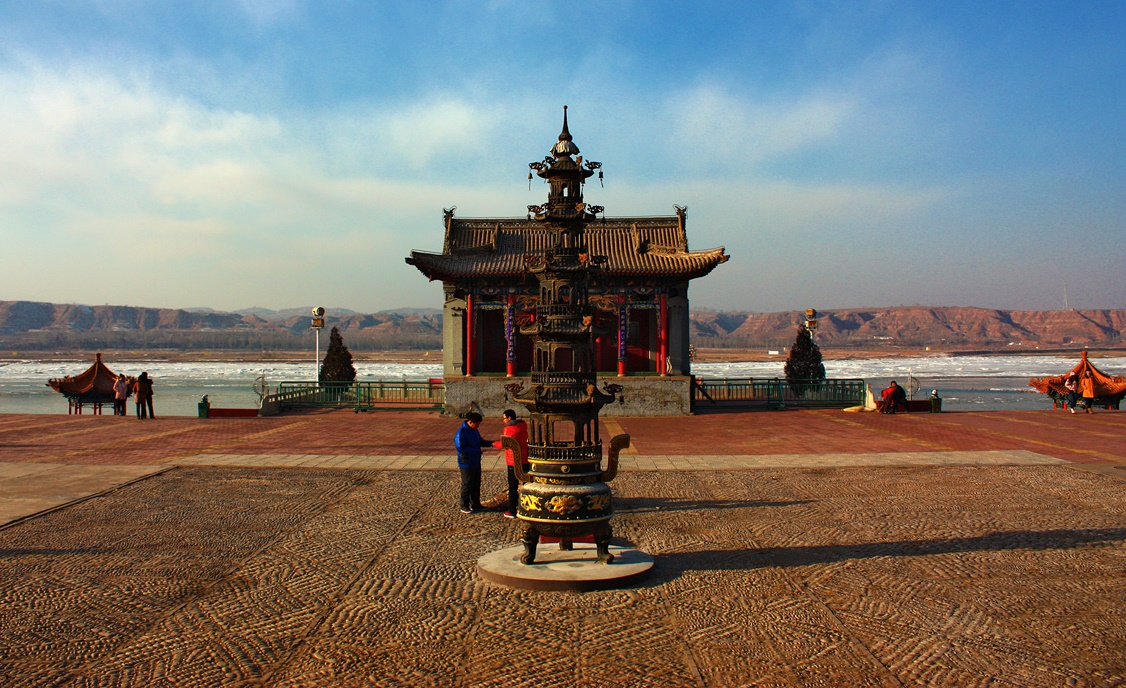
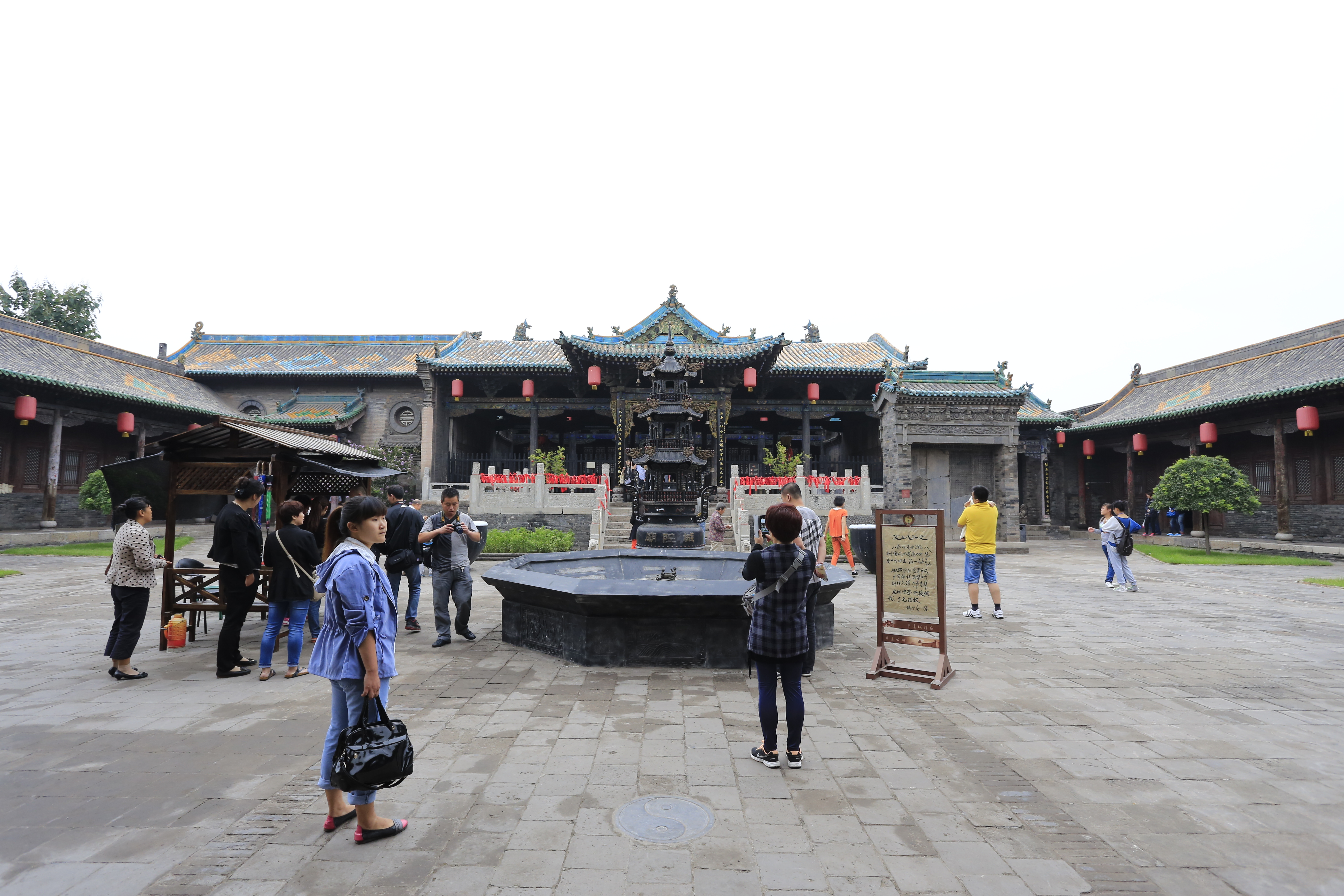
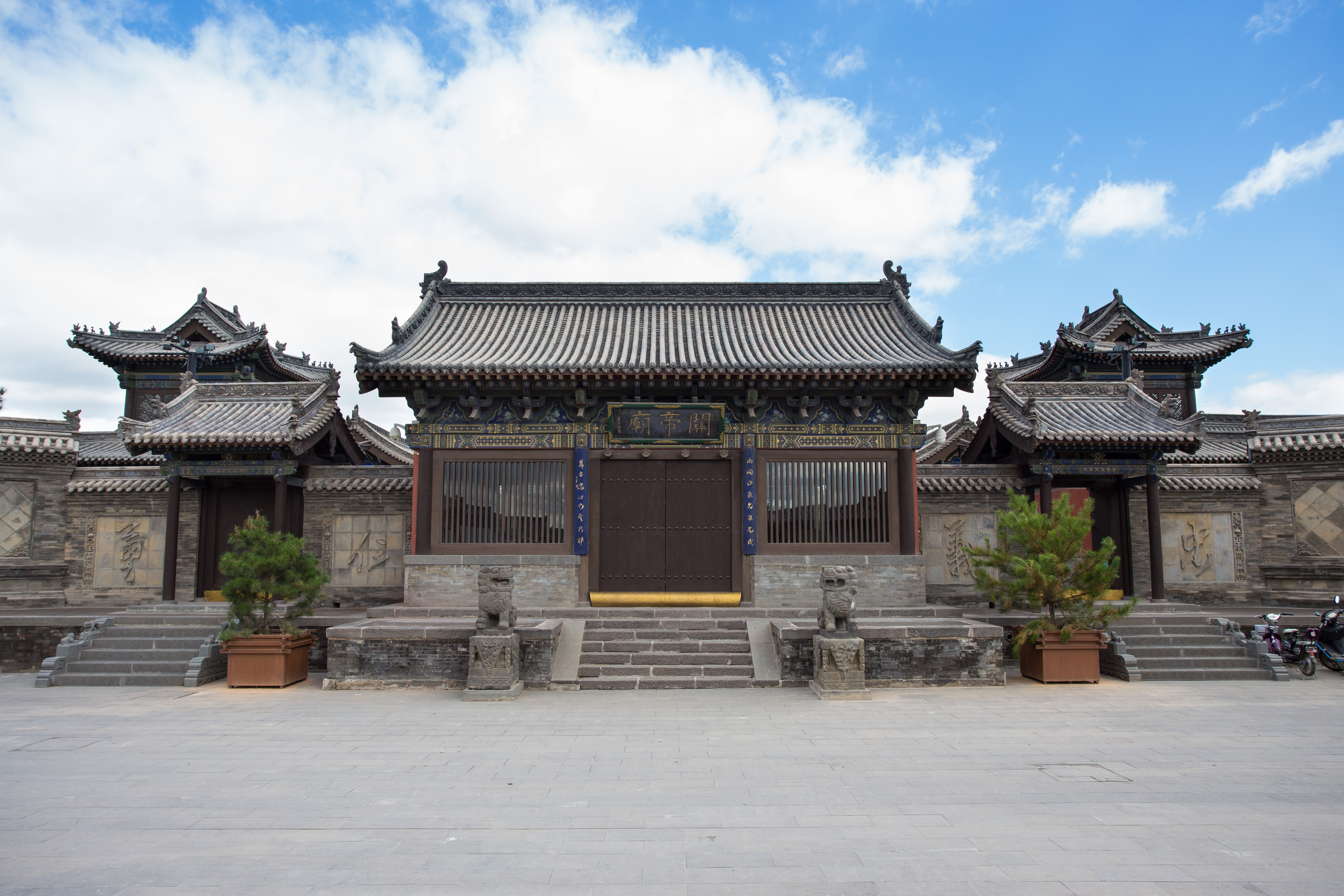

## وصلات خارجية
- Shanxi Government website
- Shanxi Community in Canada website
- Shanxi Community in Japan website